# 本杰明·皮尔斯 (数学家)
本杰明·皮尔斯（英語：Benjamin Peirce，/ˈpɜːrs/，1809年4月4日—1880年10月6日）是一位美国数学家，1852年当选英国皇家学会外籍会士，曾任美国海岸调查局（United States Survey of the Coast，美国大地测量局的前身）局长，在哈佛大学任教近五十年，小行星29463以其名字命名。